# Afonso II do Congo (1561)
Afonso II (1531-1561) foi um manicongo do Reino do Congo por um curto período de tempo, apenas entre 4 de novembro e 1 de dezembro de 1561. Pouco se sabe sobre este rei, sendo as vezes omitido da lista oficial de reis do Congo.  

## Biografia
Afonso II foi filho mais velho de D. Diogo e ascendeu ao trono brevemente em 1561, com apoio dos portugueses. Um conflito de poder estourou pouco tempo depois e o jovem rei foi morto por seu irmão, D. Bernardo. 